# Erich Kasten (Psychologe)

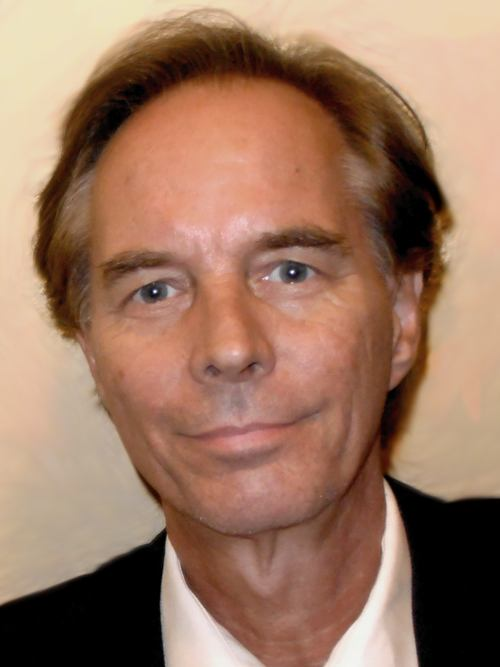
Erich Kasten

Erich Kasten (* 11. Dezember 1953 in Travemünde, Schleswig-Holstein) ist ein deutscher Psychologe und Hochschullehrer.

## Leben
Nach dem Besuch des Katharineum zu Lübeck in Lübeck war er von 1973 bis 1977 an der Psychiatrischen Anstalt in Rickling und in einem Heim für geistig Behinderte tätig. Es folgte ein Psychologie-Studium an der Universität Kiel. Von 1992 bis 2006 war er wissenschaftlicher Mitarbeiter der Otto-von-Guericke-Universität Magdeburg.
1993 wurde er zum Dr. der Philosophie promoviert. Drei Jahre später erhielt er den Peter-Jacobi-Preis der Deutschen Gesellschaft für Medizin. Psychologie (DGMP). Seit dieser Zeit leitet er auch die Arbeitsgruppe Neuropsychologie im Berufsverband Deutscher Psychologinnen und Psychologen (BDP). Von 1998 bis 2014 war er in Vorstand der Deutschen Gesellschaft für Medizinische Psychologie. 1999 habilitierte Kasten sich im Fach „Medizinische Psychologie“ und erhielt die Approbation zum Psychologischen Psychotherapeuten. Danach war er von 2000 bis 2002 Gastprofessor an der Humboldt-Universität zu Berlin und seit 2006 außerplanmäßiger Professor. Von 2007 bis 2011 war er am Institut für Medizinische Psychologie der Universität zu Lübeck tätig und von 2011 bis 2013 war er an der Abteilung für medizinische Psychologie der Georg-August Universität in Göttingen. 2013 erhielt er einen Ruf auf eine Professur in Hamburg und war von 2014 bis 2024 W3-Professor für Neuropsychologie an der Medical School Hamburg.

## Forschung
Kasten arbeitet seit Anfang der 1990er Jahre im Bereich Neuropsychologie an der Entwicklung von PC-Programmen zur Rehabilitation von Patienten mit Hirnschäden (LernReha-Software), vordringlich mit visuellen Wahrnehmungsstörungen (Hemianopsie). Das von ihm auf der Basis der Arbeiten von Ernst Pöppel, Josef Zihl und Fritz Schmielau entwickelte Gesichtsfeldtraining führte international zu kritischen Diskussionen über die Plastizität des Sehsystems nach Läsionen.
Außerdem erforschte er die psychologischen Motive für Body-Modifications (Piercing, Tattoo, Skarifizierung, Branding, Implant und andere). Seine Veröffentlichung über Body-Modification hatte im Jahr 2006 ein erhebliches Medieninteresse. In diesem Rahmen arbeitet er auch an einem Projekt über Body Integrity Identity Disorder (BIID), inzwischen als Body Integrity Dysphoria (BID) bezeichnet: Die Betroffenen spüren den kaum unterdrückbaren Wunsch, sich Körperteile amputieren zu lassen oder sie spüren den Drang gelähmt zu sein und im Rollstuhl zu sitzen oder ein Bedürfnis nach Blindheit. Des Weiteren führt er Untersuchungen über nicht-psychotische Formen visueller Halluzinationen wie zum Beispiel das Charles-Bonnet-Syndrom und über den Einfluss von Musik auf Wahrnehmungs- und Gedächtnisleistungen durch.
Zuletzt beschäftigte sich Erich Kasten mit der Somatopsychologie, das heißt körperliche Erkrankungen als Ursachen für psychische Störungen. Er kritisiert in seinem Buch Somatopsychologie, dass die organische Verursachung durch Fachleute aus den psychosozialen Fächern häufig nicht adäquat erkannt wird und es zu Fehlbehandlungen kommt.

## Schriften
- Effektive neuropsychologische Behandlungsmethoden, Deutscher Psychologenverlag, 2002, ISBN 3-931589-19-6
- Body Modification – Psychologische und medizinische Aspekte von Piercing, Tattoo, Selbstverletzung und anderen Körperveränderungen, Ernst Reinhardt Verlag, 2006, ISBN 3-497-01847-3
- Einführung Neuropsychologie, Ernst Reinhardt Verlag, 2007, ISBN 3-8252-2862-2
- Die irreale Welt in unserem Kopf – Halluzinationen, Visionen, Träume, Ernst Reinhardt Verlag, 2008, ISBN 3-497-01982-8
- Somatopsychologie: Körperliche Ursachen psychischer Störungen von A bis Z, Ernst Reinhardt Verlag, 1. Aufl., Mai 2010, ISBN 3-497-02120-2
- 1ÄP – Medizinische Psychologie, Medizinische Soziologie, Thieme-Verlag, 16. Aufl., 2011, ISBN 978-3-13-114927-5
- Lesen, Merken und Erinnern, Verlag Modernes Lernen, 5. Aufl., 2011, ISBN 978-3-86145-332-1
- Übungsbuch Hirnleistungstraining, Verlag Modernes Lernen, 6. Aufl., 2012,  ISBN 978-3-86145-311-6